# Lubina (Oder)
La Lubina est une rivière de la République tchèque d'une longueur de 37 km. Elle prend sa source sur les pentes du mont Radhošť et se jette dans l’Oder près de Košatka.